# Denisiphantes
Denisiphantes é um gênero de aranhas da família Linyphiidae descrito em 2005 e endêmico da China.